# 榮民工程公司
榮民工程股份有限公司，簡稱榮民公司，為中華民國的一家大型工程營建公司。其前身為國軍退除役官兵輔導委員會（退輔會）於1956年5月成立的「榮民工程事業管理處」，簡稱「榮工處」。1998年7月1日，榮工處公司化，成為退輔會屬下的公營事業單位，沿用榮工處藍底白字菱形處徽為商標，但昔日的簡稱「榮工處」仍然常於口語上使用。2009年10月31日，榮民公司完成營造本業的民營化，與民間業者亞翔工程合資成立榮工工程股份有限公司，簡稱榮工公司。榮民公司依行政院核定的清理計畫賡續辦理民營化，未隨同移轉業務的清理結束。2020年4月30日，榮民公司解散，榮民公司商標由榮工公司繼承。榮工處最後一筆財產與歷史象徵是台北市松江路「志清大樓」9至13樓，2021年售予勞動部。
榮民公司英文名稱中的，即為榮工處英文的縮寫。榮工公司英文名稱與榮民公司相同。

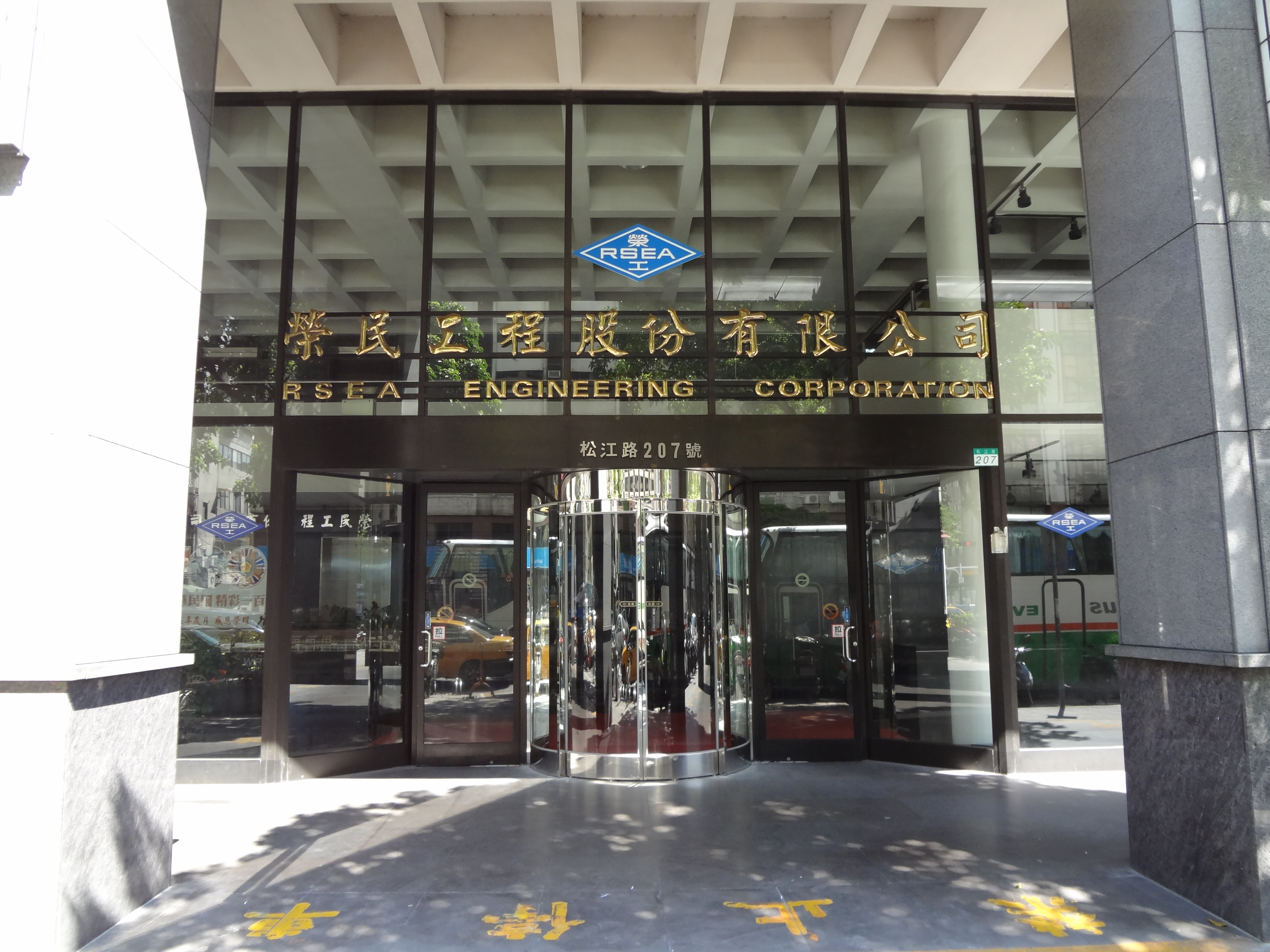
榮民工程總部設於志清大樓

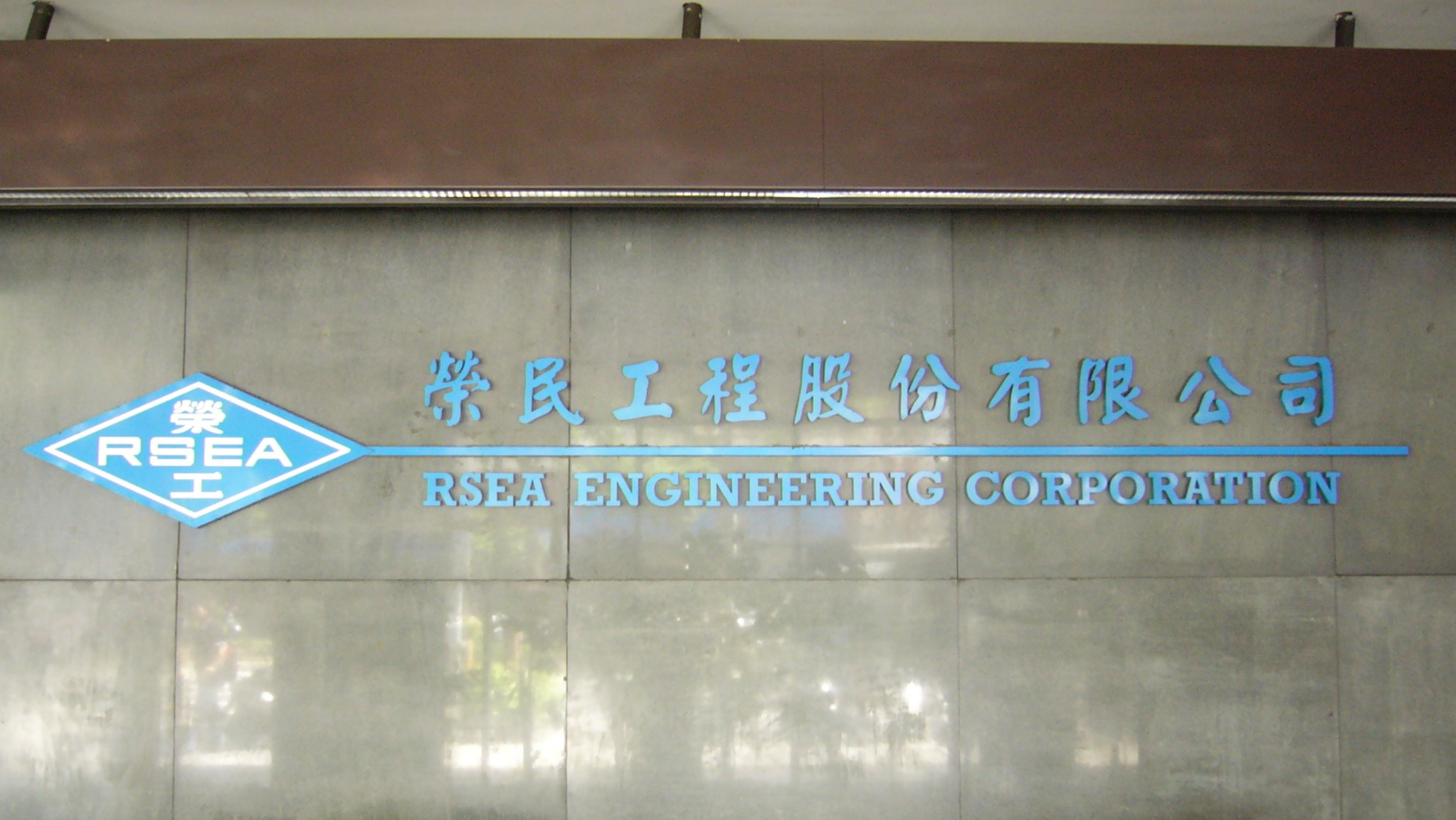
志清大樓一樓大廳牆上的榮民工程商標

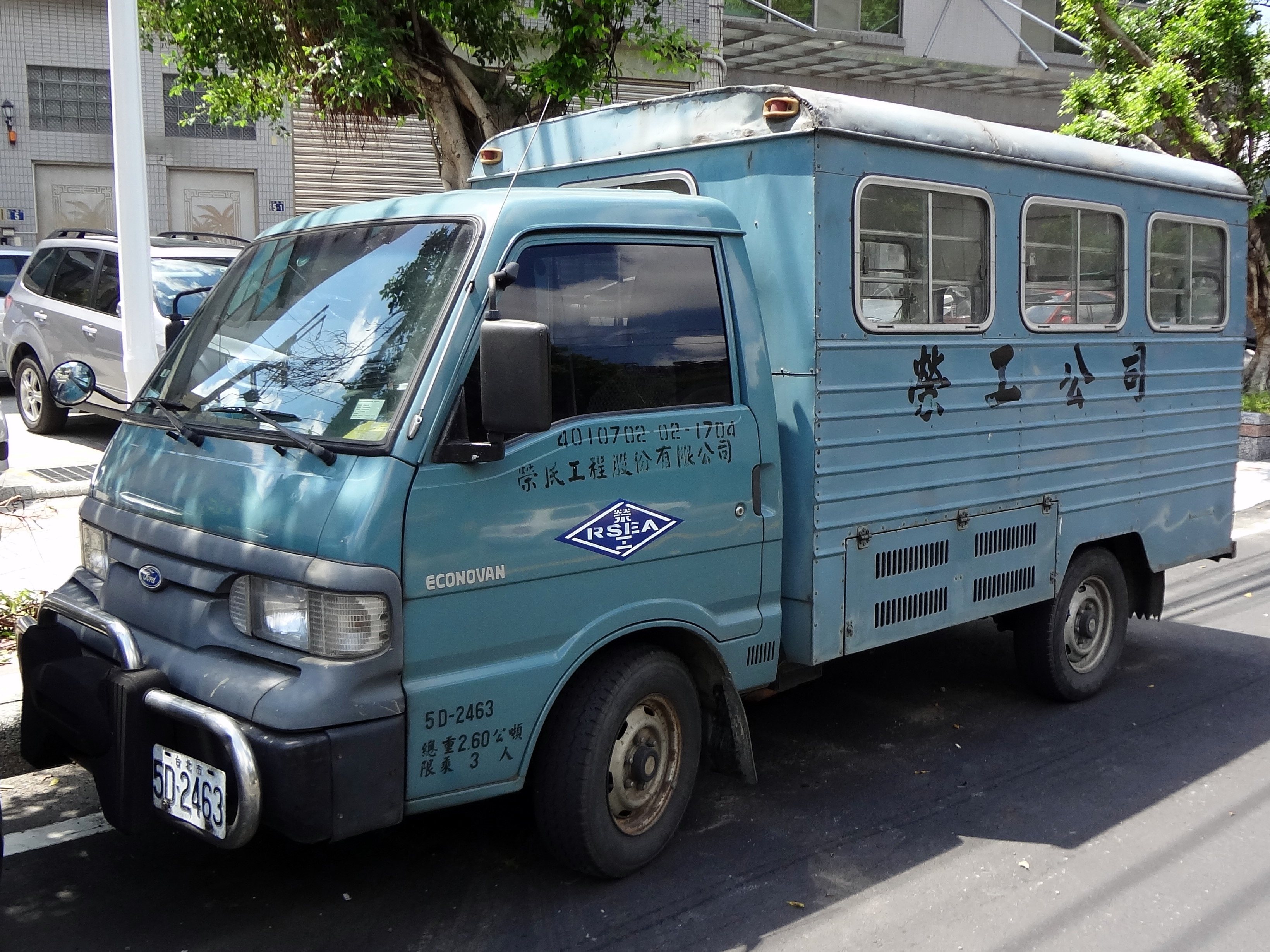
榮民工程福特載卡多貨車

## 歷任機關首長
| 任別                       | 姓名                   | 就職時間               | 卸任時間               |
| 榮民工程事業管理處處長     | 榮民工程事業管理處處長 | 榮民工程事業管理處處長 | 榮民工程事業管理處處長 |
| -------------------------- | ---------------------- | ---------------------- | ---------------------- |
| 1                          | 趙俊義                 | 1956年5月              | 1957年11月             |
| 2                          | 柳際明                 | 1958年3月              | 1959年5月              |
| 3                          | 嚴孝章                 | 1959年6月              | 1986年7月              |
| 4                          | 陳豫                   | 1986年8月              | 1991年7月              |
| 5                          | 曾元一                 | 1991年7月              | 1998年2月              |
| 6                          | 沈景鵬                 | 1998年2月              | 1998年7月              |
| 榮民工程股份有限公司董事長 |                        |                        |                        |
| 1                          | 沈景鵬                 | 1998年7月              | 2007年7月              |
| 2                          | 歐來成                 | 2007年7月              | 2009年10月             |
| 3                          | 劉萬寧                 | 2009年10月             | 2011年6月              |
| 4                          | 王央城                 | 2011年7月1日           | 2014年6月              |
| 5                          | 洪龍華                 | 2014年7月1日           | 2016年8月30日          |
| 6                          | 張筱貞                 | 2016年8月31日          | 2020年4月30日（末任）  |

## 外部連結
- 榮民工程股份有限公司 （页面存档备份，存于）
- 榮民工程股份有限公司解散公告 （页面存档备份，存于）